# 이산화 탄소의 광화학적 환원
이산화 탄소의 광화학적 환원(영어: Photochemical reduction of carbon dioxide)은 태양 에너지를 활용하여 이산화 탄소를 고에너지 생성물로 전환한다. CO2가 온실 기체라는 인식이 인공 시스템 생산에 대한 환경적 관심을 촉발한다. 이 과정은 상업화되지 않았다.

## 개요
광화학적 환원은 감광제라고 불리는 다른 분자의 광여기(photoexcitation)에서 생성되는 화학적 환원(산화환원)을 포함한다. 태양 에너지를 활용하기 위해 감광제는 가시광선 및 자외선 스펙트럼 내에서 빛을 흡수할 수 있어야 한다.

이 기준을 충족하는 분자 감광제는 종종 금속 중심을 포함하는데, 유기금속종의 d-궤도 분할이 원자외선 및 가시광선의 에너지 범위에 속하기 때문이다. 언급했듯이 환원 과정은 감광제의 여기로 시작된다. 이는 전자가 금속 중심에서 기능성 리간드로 이동하게 한다. 이 이동은 금속-리간드 전하 이동(MLCT)이라고 불린다. 전하 이동 후 리간드에서 금속으로의 역전자 이동은 순 결과를 낳지 않으므로 용액에 전자 공여종을 포함시켜 방지한다. 성공적인 감광제는 보통 단일항에서 삼중항으로의 상호변환으로 인해 오래 지속되는 여기 상태를 가지며, 이는 전자 공여자가 금속 중심과 상호 작용할 시간을 허용한다.

광화학적 환원에서 일반적인 공여자는 트라이에틸아민(TEA), 트라이에탄올아민(TEOA), 및 1-벤질-1,4-다이하이드로나이코틴아마이드(BNAH)를 포함한다.
여기 후, CO2는 환원된 금속의 내부 배위권과 배위되거나 상호 작용한다. 일반적인 생성물은 폼산, 일산화 탄소, 및 메탄올을 포함한다. 빛 흡수 및 촉매 환원은 동일한 금속 중심 또는 다른 금속 중심에서 발생할 수 있다는 점에 유의해야 한다. 즉, 감광제와 촉매는 종들 간의 전자적 통신을 제공하는 유기 연결을 통해 연결될 수 있다. 이 경우 두 금속 중심은 이금속 초분자 복합체를 형성한다. 그리고 감광제의 기능성 리간드에 존재했던 여기된 전자는 보조 리간드를 통해 촉매 중심으로 이동하며, 이는 일전자 환원(OER) 종이 된다. 두 공정을 다른 중심에 나누는 장점은 다른 금속이나 리간드를 선택하는 등 특정 작업에 각 중심을 조절할 수 있는 능력에 있다.

## 역사
1980년대에 르네는 CoCl2, 2,2'-바이피리딘(bpy), 삼차 아민, 및 Ru(bpy)3Cl2 감광제를 포함하는 용액에서 Co(I) 종이 생성되는 것을 관찰했다. CO2의 코발트 중심에 대한 높은 친화력은 그와 지젤이 코발트 중심을 환원을 위한 전기 촉매로 연구하게 만들었다. 1982년에 그들은 700ml의 CO2, Ru(bpy)3 및 Co(bpy)를 포함하는 용액의 조사에서 CO와 H2를 생성물로 보고했다.
르네와 지젤의 연구 이후 여러 촉매가 Ru(bpy)3 감광제와 짝지어졌다.
메틸바이올로젠, 코발트 및 니켈 기반 촉매와 짝지어질 때, 일산화 탄소와 수소 기체가 생성물로 관찰된다.
레늄 촉매와 짝지어질 때, 일산화 탄소가 주요 생성물로 관찰되며, 루테늄 촉매와 짝지어질 때 폼산이 관찰된다. 반응 환경을 조절하여 일부 생성물 선택이 가능하다. 다른 감광제도 촉매로 사용되었다. 여기에는 FeTPP (TPP=5,10,15,20-테트라페닐-21H,23H-포르핀) 및 CoTPP가 포함되며, 둘 다 CO를 생성하고 후자는 폼산도 생성한다. 비금속 광촉매로는 피리딘과 N-헤테로고리 카벤이 있다.

2022년 8월, 납-황 (Pb-S) 결합을 기반으로 한 광촉매가 개발되어 유망한 결과를 보였다.

## 같이 보기
- 인공 광합성
- 이산화 탄소의 전기화학적 환원
- 이산화 탄소의 광전기화학적 환원
- 광촉매 수소 생산